# Liam Manning
Liam Manning (20 augustus 1985) is een Engels voetbalcoach en voormalig voetballer.

## Spelerscarrière
Manning groeide op in Norwich. Hij verloor zijn vader op elfjarige leeftijd. Dit was een kantelmoment in zijn leven. Op zijn dertiende kwam hij terecht in de jeugdopleiding van Ipswich Town, waar hij zeseenhalf jaar zou blijven en uiteindelijk zelfs naar de A-kern zou doorstromen. Manning wist echter nooit speelminuten te maken in zijn tijd bij het eerste elftal van Ipswich, en zijn contract liep af in de zomer van 2005. Na tien maanden zonder club ging Manning vervolgens naar het IJslandse UMF Selfoss. Bij deze IJslandse derdeklasser ontwikkelde hij zijn passie voor het trainen van spelers. Ondanks de optie om nog een seizoen in IJsland te blijven, vertrok hij naar Leiston FC, spelende op het negende Engelse niveau.

## Trainerscarrière

### Jeugdtrainer
In zijn periode bij Leiston werd Manning ook jeugdtrainer bij Ipswich Town. Hij begon bij de U13. Een van de spelers die hij hier coachte was Connor Wickham. Tijdens deze periode coachte Manning ook clubs uit het recreatief- of schoolvoetbal. Naarmate van tijd werd hij de trainer van Ipswich Town's U16. Vele van de jeugsspelers die rond 2020 doorbraken, hadden ooit Manning als jeugdcoach gehad. Manning was drie jaar lang de assistent van Terry Westley bij de U21 van West Ham United. Het seizoen 2018/19 startte hij als assistent van Steve Potts bij de U21, maar in augustus 2018 werd hij aangesteld als hoofdtrainer van de U23 van West Ham. Bij West Ham werd hij geloofd als de man achter de doorbraak van Declan Rice.

### City Football Group
In 2019 plukte de City Football Group Manning weg bij West Ham en stelde ze hem aan als hoofd van de jeugdacademie van New York City FC, een van de clubs uit het netwerk. Een jaar later werd hij hoofdtrainer van Lommel SK, een andere netwerkclub. Met Lommel eindigde hij in zijn debuutseizoen derde in Eerste klasse B, het beste resultaat van de club sinds de competitiehervorming in 2016. In augustus 2021 nam Manning ontslag bij Lommel om aan de slag te gaan bij de Engelse derdeklasser Milton Keynes Dons.

### Milton Keynes Dons
Manning begon met een 1-2-nederlaag tegen Sunderland AFC op de tweede competitiespeeldag, maar bleef vervolgens acht competitiewedstrijden op rij ongeslagen. Begin oktober 2021 werd hij dan ook verkozen tot Beste trainer van de maand september in de EFL League One. Manning werd ook uitgeroepen tot Beste trainer van de maand januari, toen hij 14 op 21 sprokkelde en met Milton Keynes Dons naar de vierde plaats in het klassement klom. De club sneuvelde die maand wel in de achtste finale van de EFL Trophy, nadat ze eerder een groepsfase met Burton Albion FC, Wycombe Wanderers FC en de beloften van Aston Villa overleefden en in de tweede ronde na strafschoppen de maat namen van Leyton Orient FC. In de andere bekercompetities sneuvelde Milton Keynes Dons telkens al gauw: in de League Cup kreeg de club een 5-0-rammeling van tweedeklasser AFC Bournemouth – weliswaar onder Mannings voorganger Russell Martin –, in de FA Cup had vierdeklasser Stevenage FC wel een replay en verlengingen nodig om Milton Keynes Dons van zich af te schudden.
Milton Keynes Dons verdween ook na die succesvolle januarimaand niet uit de top zes, met dank aan een paar nieuwe sterke reeksen (14 op 18 in februari, 10 op 12 in maart en 13 op 21 in april). De club finishte uiteindelijk derde in de reguliere competitie, op amper één punt van de tweede plaats die rechtstreeks tot promotie naar de Championship leidde. Milton Keynes Dons begon als hoogst geklasseerde club aan de play-offs, maar ging meteen in de fout: in de eerste halvefinalewedstrijd ging de club met 2-0 onderuit bij Wycombe Wanderers FC, dat pas zesde was geëindigd in de reguliere competitie. De club won de terugwedstrijd met 1-0, maar dat was niet genoeg.
In de zomer van 2022 nam Manning afscheid van onder andere Harry Darling en Scott Twine, die miljoenentransfers versierden naar respectievelijk Swansea City en Burnley FC. Het tweede seizoen onder Manning verliep moeizamer: de club begon met 0 op 9 aan het seizoen en raakte nooit echt weg uit de degradatiezone. Op 11 december 2022 werd Manning aan de deur gezet wegens slechte resultaten. Manning had in twintig competitiewedstrijden slechts vijftien punten gesprokkeld. In de League Cup had hij de club wel voorbij Sutton United FC, Watford FC en Morecambe FC geholpen. Zijn opvolger Mark Jackson slaagde er niet in om Milton Keynes Dons in de League One te houden.

### Oxford United
In maart 2023 ging Manning aan de slag als hoofdtrainer van Oxford United.